# Marcel Barger
Marcel Barger (7 maart 1891 - Auschwitz, 4 november 1942) was een Nederlandse zanger. Hij was bij de burgerlijke stand bekend als Meyer Strelitski.
In de jaren twintig en dertig van de twintigste eeuw oogstte de zanger Marcel Barger succes met zijn optredens als de zingende Pierrot, compleet met bijpassende outfit. Zijn vader was zijn manager.
Regelmatig gaf hij voorstellingen in bioscopen, als voorprogramma voordat de film begon. Hij werkte enige tijd samen met Willy Corsari, die hem op de piano begeleidde. Later vertrok hij naar Berlijn, vlak voor de Tweede Wereldoorlog.
Marcel Barger was van Joodse afkomst. Hij viel in handen van de nazi's en werd in 1942 in Auschwitz vermoord.